# Sphenomorphus brunneus
Sphenomorphus brunneus — вид сцинкоподібних ящірок родини сцинкових (Scincidae). Ендемік Папуа Нової Гвінеї.

## Поширення і екологія
Sphenomorphus brunneus мешкають на сході Нової Гвінеї. Вони живуть у вологих тропічних лісах та в садах, на висоті до 1370 м над рівнем моря.